# گربه‌کوسه پلنگی
گربه‌کوسه پلنگی (نام علمی: Poroderma pantherinum) نام یک گونه از سرده گربه‌کوسه‌های راه‌راه است.